# Weißhaubenhäherling
|  | Dieser Artikel wurde aufgrund von formalen oder inhaltlichen Mängeln in der Qualitätssicherung Biologie im Abschnitt „Vögel“ zur Verbesserung eingetragen. Dies geschieht, um die Qualität der Biologie-Artikel auf ein akzeptables Niveau zu bringen. Bitte hilf mit, diesen Artikel zu verbessern! Artikel, die nicht signifikant verbessert werden, können gegebenenfalls gelöscht werden. Lies dazu auch die näheren Informationen in den Mindestanforderungen an Biologie-Artikel. Begründung: In mehreren Abschnitten ungenau bis fehlerhaft |

Der Weißhaubenhäherling (Garrulax leucolophus) ist ein 25–30 Zentimeter großer Vertreter aus der Familie der Häherlinge.

## Aussehen
Diese Art hat einen weißen Kopf, einen weißen Halsbereich und eine weiße Kehle und Brust. Im Bereich um die roten Augen ist ein dicker, nach hinten zum Nacken hin schmaler werdender, schwarzer Streifen vorhanden. Der Rücken und der Bauch sind braun und gehen zum Schwanz hin ins Schwarze über. Der Kopfbereich und der übrige Körper sind durch einen dicken rotbraunen Streifen voneinander abgegrenzt. Der Flügelansatz ist braun und geht zur Flügelspitze ins Schwarze über. Der Schwanz ist schwarz. Der leicht gebogene Schnabel und die Beine mit kräftigen Zehen sind schwarz. Männchen und Weibchen unterscheiden sich im Gefieder nicht optisch voneinander. Die Unterarten unterscheiden sich in der Färbung des Rückens, des Bauchs und der Brust.

### Unterarten
Es sind mehrere Unterarten bekannt:
- Garrulax leucolophus leucolophus, Verbreitung: Nepal, Bhutan, Nordost-Indien und Südchina; einheitlich, dunkelbrauner Bauch, grauer Nacken
- Garrulax leucolophus belangeri, Verbreitung: Süd-Myanmar und West-Thailand
- Garrulax leucolophus diardi, Verbreitung: Südost-Myanmar, Nord- und Südost-Thailand, Indochina, Südchina
- Garrulax leucolophus patkaicus, Verbreitung: Nordost-Indien, Ost-Bangladesch, Nordwest-Myanmar und Südchina[1]

Der Schwarzweißhäherling würde früher auch als Unterart des Weißhaubenhäherlings angesehen.  

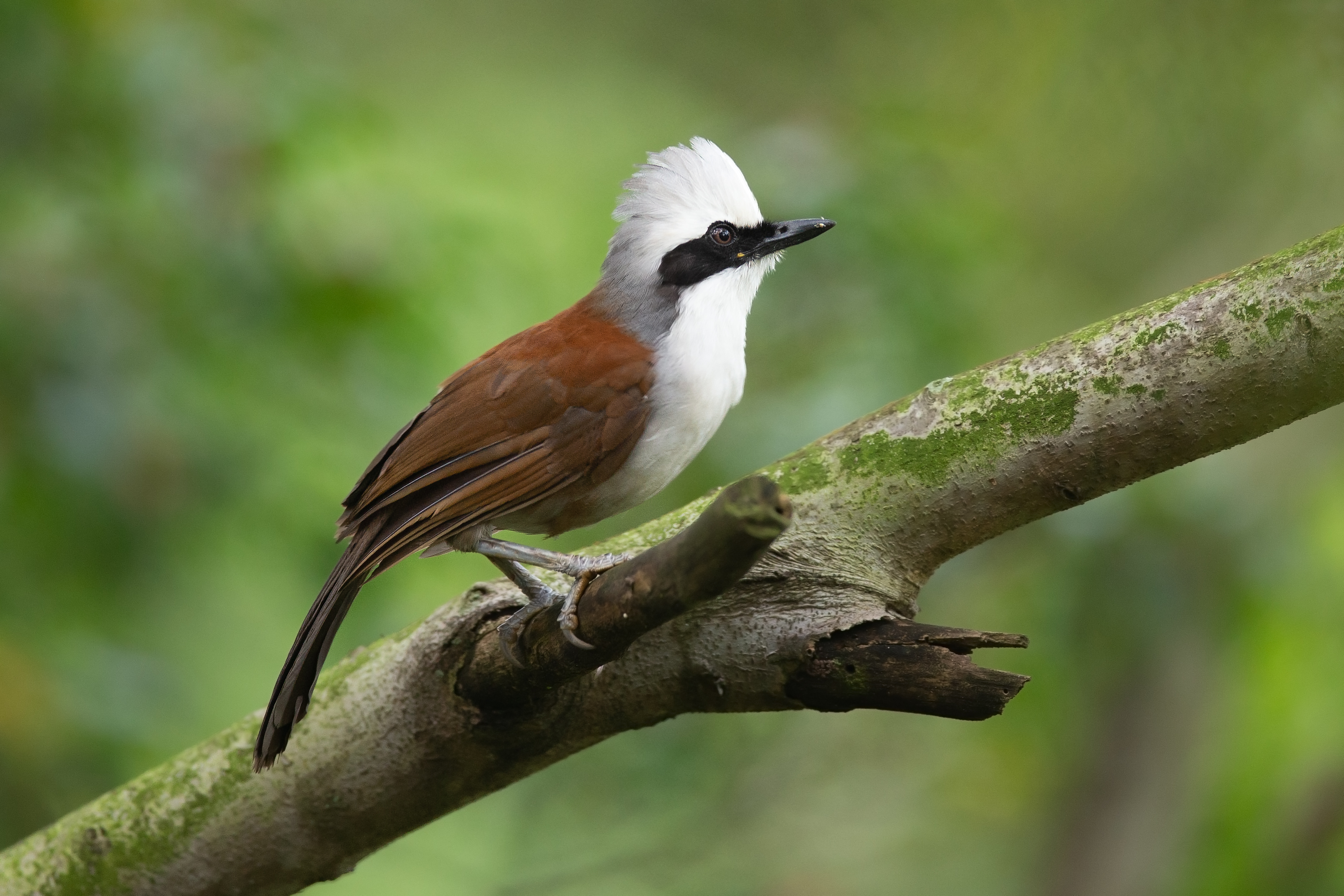
Weißhaubenhäherling in Singapur
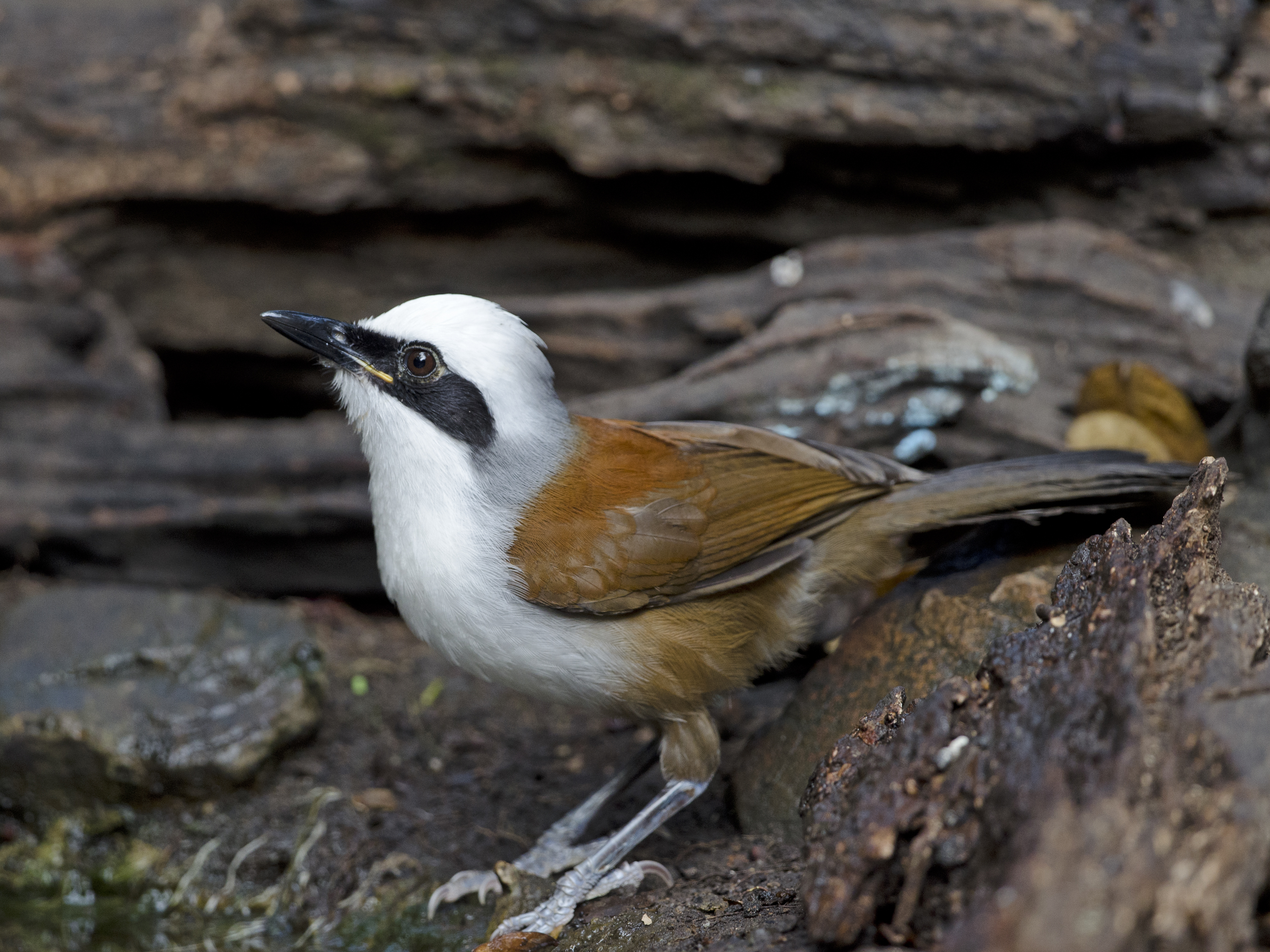
Garrulax leucolophus diardi im Kaeng Krachan National Park, Thailand
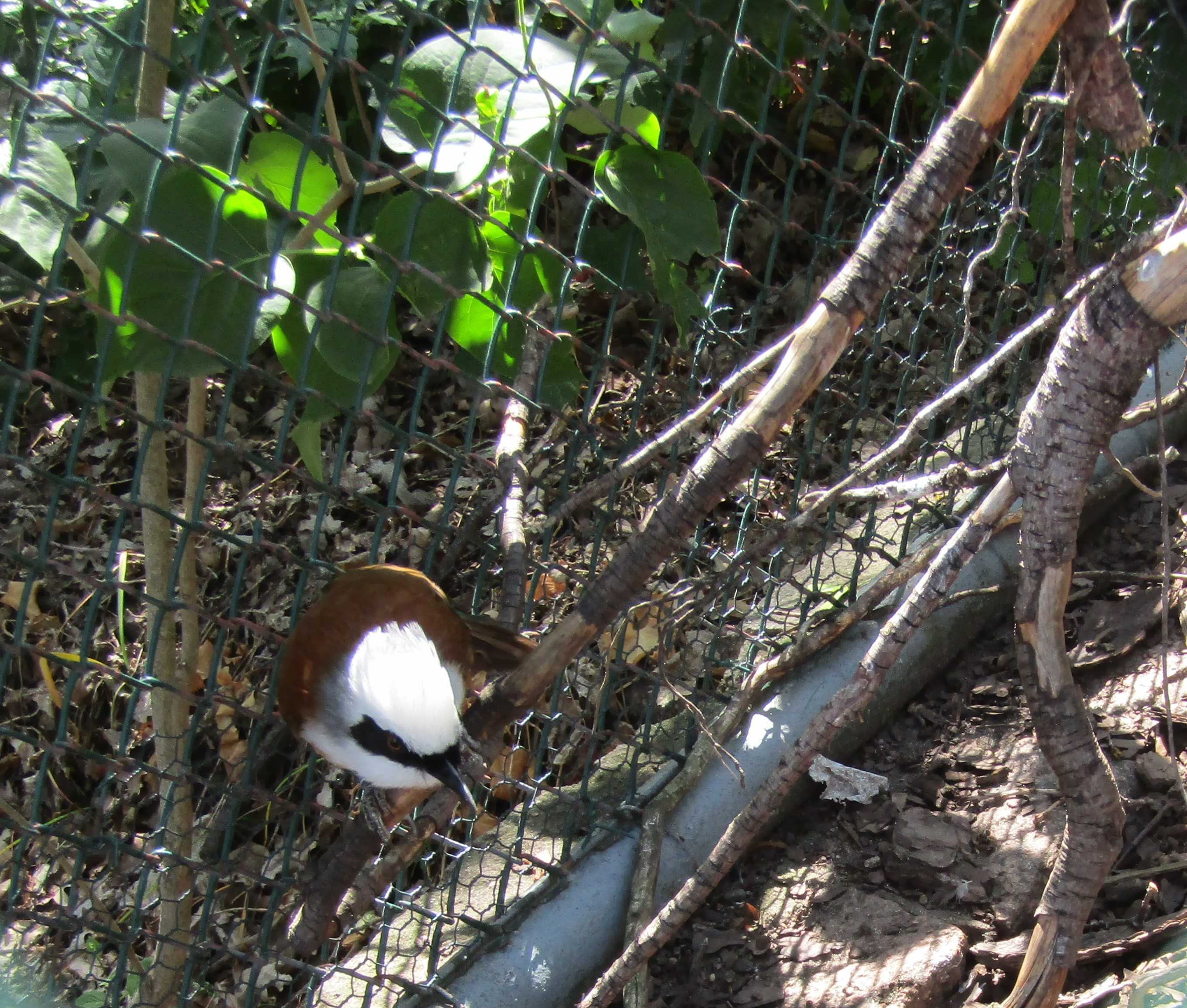
Garrulax leucolophus diardi im Bergzoo Halle

## Verbreitung und Lebensraum
Der Weißhaubenhäherling kommt in Südchina, Taiwan, Malaysia, Thailand und in Westsumatra vor. Er lebt in Hochgebirgslagen bis in 2000 Meter ü. NN. Er bewohnt die bewaldeten Hänge mit Unterholz und Bambushainen. Daneben ist er auch in Gärten und Parks menschlicher Siedlungen anzutreffen. Vögel aus höheren Gebirgslagen ziehen im Winter in tiefere Gebiete.

## Lebensweise
Außerhalb der Fortpflanzungsperiode lebt er in Gruppen von 10–20 Tieren zusammen. Seine Nahrung, Insekten, deren Larven, Spinnentiere und Weichtiere, sucht er meist am Boden. Daneben vertilgt er auch Eidechsen, Nestlinge anderer Vogelarten und Beeren. Zum Standortwechsel unternimmt er kurze Gleitflüge. Seine Lautäußerungen sind ein lautes Glucksen und Zirpen, welches von gackerndem Lachen unterbrochen wird.

## Fortpflanzung
Das Brutgebiet dieser Art liegt im Himalaya. Das Nest aus Grashalmen und Bambusblättern, welches er mit Moos und Haaren auspolstert, baut er in einem Strauch. Das Weibchen legt meist 3 blaugrüne Eier. Das Brutgeschäft übernehmen beide Partner gemeinsam, wobei das Weibchen den Hauptteil des Brutgeschäfts übernimmt. Nach 14 Tagen schlüpfen die Jungen und werden von beiden Elternteilen mit Nahrung versorgt.

## Gefährdung und Schutzmaßnahmen
Aufgrund ihrer weiten Verbreitung und weil für diese Art keine Gefährdungen bekannt sind, stuft die IUCN diese Art als ungefährdet (Least Concern) ein.

## Kulturelle Bedeutung
In der Mythologie der Dumi, eines im Distrikt Khotang in Nepal siedelnden Volkes, wird die vom ersten Götterpaar gezeugte Tochter Nayem bei ihrer Reise zum Weltenbaum Ruwabhu, der sich in sie verliebt hat, von zwei Weißhaubenhäherlingen namens Tsimtso und Parati eskortiert.